# Фармацеутски факултет Универзитета Привредна академија
Фармацеутски факултет (скраћено ФФНС) је факултет за фармацију у склопу Универзитета Привредна академија. Налази се у Улици хероја Пинкија број 4 у Новом Саду и у Обреновићевој улици број 55 у Нишу. Основан је 2012. године као први и једини приватни фармацеутски факултет у Србији.

## Историјат
Основан је 2012. године када су акредитовани студијски програми интегрисаних академских студија фармација и фармација — медицинска биохемија, а након тога 2015. године и студијски програми основних струковних студија. Такође, спроводим више програма здравствених специјализација фармацеутске струке у складу са Правилником о здравственим специјализацијама и ужим специјализацијама здравствених радника и здравствених сарадника. Од 2019. године акредитован је и за спровођење специјалистичких академских студија козметологије као и докторских академских студија медицинских наука из области фармације. Пратећи потребе студената 2022. године акредитована је и високошколска јединица у Нишу.
Факултет функционише у склопу Универзитета Привредна академија у Новом Саду, послује у складу са Законом о високом образовању Републике Србије, Статутом Факултета и начелима Болоњске декларације.
Блиско сарађује са струком у здравственим установама и привреди кроз организацију стручне праксе за студенте, као и преко различитих пројеката и других развојно-истраживачких активности. Активно сарађује са више од 70 научноистраживачких, образовних и здравствених установа, институција, привредних и струковних организација. Од 2015. године овлашћен је за давање стручног мишљења и категоризације дијететских производа што је дефинисано у Правилнику о здравственој исправности дијететски производа.